# Фёйяр, Луи
Луи Фейяр (фр. Louis-Raymond Feuillard; 20 июня 1872, Дижон — 1941, Париж) — французский виолончелист и музыкальный педагог.
Окончил Парижскую консерваторию, ученик Жюля Дельсара. Вместе с Жозефом Тибо впервые исполнил сонату для виолончели и фортепиано Жана-Анри Ренье (1896). Выступал как ансамблевый музыкант, однако не снискал особенного успеха. В частности, Альфредо Казелла писал о премьере трио Мориса Равеля (1914), в которой он участвовал вместе с Фейяром: «Я играл вместе с двумя посредственными музыкантами. У нас было около 20 репетиций, и всё равно они ухитрялись делать ошибки».
Гораздо большее признание Фейяр получил как педагог. Его учеником был, в частности, очень высоко отзывавшийся о своём учителе Поль Тортелье. Известно исполнение Тортелье в ансамбле со своей женой Мод Тортелье и дочерью Марией де ла Пау трио-сонат Генделя в переложении Фейяра для двух виолончелей и фортепиано.
Автор многочисленных учебных пособий, в числе которых «Техника виолончели» (фр. La technique du violoncelle), «Метод для молодого виолончелиста» (фр. Méthode du jeune violoncelliste) и др.